# Румен Шивачев
Румен Радков Шивачев е български литературен историк и поет. Правнук е на д-р Кръстьо Кръстев.

## Биография
Роден е в София през 1958 г. Завършва българска филология в Софийския университет „Св. Климент Охридски“ през 1990 г. Литературовед в Института за литература при БАН от 1999 г. Защитава докторска дисертация на тема „Бай Ганьо – мит и образ“ (2016) с научен ръководител Живко Иванов.
Изучава режисура и актьорско майсторство за ръководители на самодейни театрални състави във Факултета за обществени професии към Софийския университет (1988 – 1990). Публикува стихове, рецензии, статии, студии във всекидневния печат, литературната периодика и сборници от научни конференции. Сценарист на два епизода от петсерийния художествено-документален филм „Пенчо Славейков – на Острова на блажените“, излъчен по БНТ (1996).
Член на Сдружение на български писатели.
Умира на 15 септември 2022 г.

## Признание и награди
Носител е на национална награда за киносценаристика в Националния конкурс на студентите-художествени творци за сценария „Ало, приказки!“ (по мотиви от Джани Родари) (1983), на поощрение в поетичния конкурс „Веселин Ханчев“ (1989), на трета награда в Националния конкурс за лирическо стихотворение Славейкова награда - Трявна (2007), на втора награда в Националния конкурс за поезия „Златен Пегас“ на вестник „Ретро“ (2014) и на първа награда в 27-я поетичен конкурс „Ерато“ на вестник „Уикенд“ (2019).

### Съставителство и редакция
- Другият доктор Кръстев. Дневници, писма и статии. София, 2003.
- Алеко Константинов. Вечният съвременник. София, 2006.
- Неизвестни писма на Боян Пенев до Спиридон Казанджиев. София, 2007.
- Доктор Кръстев в писмата си. София, 2007.
- Енциклопедия: герои на световната литература. София, 2008.
- Доктор Кръстев. Събрани съчинения. Том трети, София, 2008.